# Fall Into The Open
"Fall Into The Open" é o primeiro álbum de estúdio do artista americano, Cris Gunther, lançado em 2007 no iTunes, CD Baby e Amazon. Produzido executivamente por Cris Gunther, Terry Gunther, e Mary Ann Marchasella. Produzido por Tim K (Les Nubians, Collette, e Esthero), e Fab Dupont (Shakira, Jennifer Lopez). Escrito por Cris Gunther, Mic Murphy (The System), Tim K, Fab Dupont, e Richard Lynch. O álbum conta com Mic Murphy (The System) na faixa, Black Doll, and, artista da Verve/Universal Lucy Woodward, nas faixas Gotta Give, Sacred Sexuality, e um cover de Kylie Minogue,Turn It Into Love. O álbum foi mixado por Fab Dupont. E, a faixa, The Heat, foi apresentada no Songwriter's Hall Of Fame Showcase em Nova York em 2002. Esse álbum possui dez faixas.

## Faixas
| Standard/CD/Cassette/MP3 download |                     |                                    |               |         |  |
| N.º                               | Título              | Música                             | Produtor      | Duração |  |
| 1.                                | "Gotta Give"        | Cris Gunther, Tim K                | Tim K         | 3:52    |  |
| 2.                                | "Sacred Sexuality"  | Cris Gunther, Home & Garden        | Home & Garden | 3:17    |  |
| 3.                                | "Fools Gold"        | Cris Gunther, Fab Dupont           | Fab Dupont    | 3:46    |  |
| 4.                                | "Smoke & Mirrors"   | Cris Gunther, Tim K                | Tim K         | 3:37    |  |
| 5.                                | "Black Doll"        | Cris Gunther,Tim K, Mic Murphy     | Tim K         | 3:33    |  |
| 6.                                | "Satisfied"         | Cris Gunther, Tim K, Richard Lynch | Tim K         | 4:05    |  |
| 7.                                | "Turn It Into Love" | Aitken, Stock, Waterman            | Tim K         | 4:12    |  |
| 8.                                | "The Heat"          | Cris Gunther, Tim K                | Tim K         | 3:27    |  |
| 9.                                | "Reappear"          | Cris Gunther, Tim K, Richard Lynch | Tim K         | 3:28    |  |
| 10.                               | "Rise Up"           | Cris Gunther, Tim K, Richard Lynch | Tim K         | 4:03    |  |

## Referencias
1. ↑  «Fall into the Open». tunes.apple.com. Consultado em 26 de agosto de 2011
2. ↑  «Fall into the Open». cdbaby.com. Consultado em 26 de agosto de 2011
3. ↑  «Fall into the Open». amazon.com. Consultado em 26 de agosto de 2011
4. ↑  «Fall Into The Open». allmusic.com. Consultado em 26 de agosto de 2011